# Tara Watchorn
Tara Watchorn, född den 30 maj 1990 i Ajax i Kanada, är en kanadensisk ishockeyspelare.
Hon tog OS-guld i damernas ishockeyturnering i samband med de olympiska ishockeytävlingarna 2014 i Sotji.